# U-1225
 U-1225  — немецкая подводная лодка типа IXC/40, времён Второй мировой войны. 
Заказ на постройку субмарины был отдан 25 августа 1941 года. Лодка была заложена 28 декабря 1942 года на верфи судостроительной компании Дойче Верфт АГ, Гамбург, под строительным номером 388, спущена на воду 21 июля 1943 года, 10 ноября 1943 года под командованием оберлейтенанта Эрнста Зауэрберга вошла в состав учебной 31-й флотилии. 1 июня 1944 года вошла в состав 2-й флотилии. 
Командиры лодки
- 10 ноября 1943 года — 24 июня 1944 года оберлейтенант Эрнст Зауэрберг.
- 15 мая 1944 года — 12 июня 1944 года оберлейтенант Эккегард Шерраус.

Лодка совершила один боевой поход, успехов не достигла. Потоплена 24 июня 1944 года к северо-западу от Бергена, Норвегия, в районе с координатами 63°00′ с. ш. 00°50′ з. д. глубинными бомбами с канадского самолёта типа «Каталина». Все 56 членов экипажа погибли. 